# ウィスピーウッズ
ウィスピーウッズは、任天堂のゲームソフト『星のカービィシリーズ』に登場する架空のキャラクターである。埴輪のような顔をした木のキャラクターで、最初のステージのボスとして登場することが多い。『あつめて』で「森の王様」と呼ばれていたので、性別は男性である。
口から吐く空気弾、巨大なリンゴをカービィの頭上に落とすといった行動を主な攻撃手段としているが、リンゴの代わりにゴルドーや毛虫を落とす、地中から鋭い根っこを出現させるなど、ゲームによっては異なる場合がある。
初代「星のカービィ」ディレクターの桜井政博によれば、少ないデータ量で大きなキャラクターを作るために、背景の木に楕円を3つ貼り付けてボスキャラクターにしたのがウィスピーウッズである。

## 登場作品
星のカービィ
STAGE1「グリーングリーンズ」のボスとして登場。
星のカービィ 夢の泉の物語
レベル1「ベジタブルバレー」のボスとして登場。
カービィのピンボール
ウィスピーウッズステージのボスとして登場。
カービィボウル
障害物として登場。攻撃はせず、カービィの通行の邪魔をするのみ。スパークで倒すことが出来る。なお、トルネード状態でぶつかると泣き顔になる。
星のカービィ2
レベル1「グラスランド」のボスとして登場。最初は眼鏡とマスク姿で登場し、根っこで攻撃してくる。
カービィのブロックボール
ステージ8に登場。シリーズでは珍しく最初のボスではない。
星のカービィ スーパーデラックス
二体になったツインウッズも登場する。
カービィのきらきらきっず(SFC)
おはなしモードでウィスピーウッズが描かれている場面がある。
星のカービィ3
レベル1「グラスランド」のボスとして登場。今回リンゴは落とさず口から吐き出す。リンゴの他にナスやニンジンといった野菜も吐き出す。また、ライフが半分以下になると顔が変わり、歩き出して画面端まで追い込む。今までと異なり、根元に攻撃してもダメージを与えられなくなった。
星のカービィ64
レベル1「ポップスター」のボスとして登場。3体いるウィスピーJr.を全部倒すと、怒って攻撃が過激になる。
ステージの構造上、シリーズでは珍しく本体に攻撃を加えることができない（根っこを突き出してくる攻撃があるので、そこにダメージを与える）。
コロコロカービィ
攻撃はしてこない。ほかの面へワープさせてくれる味方キャラとして登場する。
星のカービィ 夢の泉デラックス
『夢の泉の物語』と同様、レベル1「ベジタブルバレー」のボスとして登場。
カービィのエアライド
シティトライアルの林のエリアに登場、攻撃はしてこない。何度もぶつかると泣き顔になる。
星のカービィ 参上! ドロッチェ団
ゲーム中には登場せず、タイトル画面にタイトルに隠れて登場する。
星のカービィ ウルトラスーパーデラックス
リメイクなので同様に登場。新モード「大王の逆襲」ではSTAGE 1 パープルプランツでウィスピーウッズ リベンジとして登場する。
大乱闘スマッシュブラザーズシリーズ
ステージ「プププランド（64、DX）」、「グリーングリーンズ（DX,X）」の仕掛けとして登場。ステージ中央から息を大きく吹きプレイヤーを外へと動かすが、それほど邪魔にはならない。『DX』では、リンゴを落としてくるが、落ちたりんごは投げられる。回復アイテムのときもある。衝撃を与えると稀に爆発することがあり、被爆すると大きく吹っ飛ぶ。
あつめて!カービィ
レベル1「グリングランド」のボスとして登場。リンゴではなくトゲ付きの玉を落としてくる。また、幹からトゲやキノコを生やしたりもする。ミニゲーム「参上!もぐもぐ団」や「たいけつ！ピンボール」にも登場する。
星のカービィ Wii
レベル1「クッキーカントリー」のボスとして登場。体力を半分以上減らすと、巨大化するようになり、新たに吸い込み攻撃や3方向に空気弾を拡散することができるようになる。さらにエクストラモードでは、ウィスピーウッズ EXとして登場。
タッチ!カービィ スーパーレインボー
レベル1-ボスとレベル4-ボスに登場。つるをのばして、ポイントスターやトゲ鉄球を出す。時折風で吹き飛ばす。レベル4-ボスのものはスターダッシュでないとダメージを与えられない他、つるの数が大幅に増えている。この作品のウィスピーウッズはクレイシアが粘土で生み出したもので、ポップスターにいるものとは別個体である。
星のカービィ ロボボプラネット
サブゲーム「みんなで! カービィハンターズ」のクエスト3の相手ボスとして、「古の大樹」の肩書で登場。行動パターンは『Wii』に準じつつ、『トリプルデラックス』のウィスピーフラワーズの行動パターンも一部含む。
みんなで! カービィハンターズZ/スーパーカービィハンターズ
『ロボボプラネット』のサブゲームに収録されていたものと同様の行動パターン。クエストランクによって強さが変動する。
星のカービィ スターアライズ
プププランドのフルーティフォレストと、宇宙進出後の惑星フォルナで対決する。二つ名は「森の番人」。本作では体力が減ると中央に移動して巨大化し、ジャンププレスを使用するようになる。また、亜種としてユグドラルウッズが新たに登場した。「アナザーディメンションヒーローズ」では亜種としてアナザーウッズも登場している。
カービィファイターズ2
ファイターズランク66でコピー能力「スティック」のレアぼうしであるウィスピーウッズがモチーフの「ウィスピーカーリーヘア」が入手できる。
カービィのグルメフェス
ウィスピーウッズ本体としては「フリーロール」と「グルメ・バトルロイヤル」に登場する。ウィスピーウッズから攻撃はしてこない。体当たりをするとイチゴを落とす。キャラおかしにもなっている。

## 関連キャラクター・派生形
ツインウッズ
双子のウィスピーウッズ。リンゴの他ゴルドーや毛虫を落とす、2体同時に高速回転、お互いの幹の一部を入れ替えるなど、連携攻撃がいくつかある。『スーパーデラックス』『カービィファイターズ2』で登場。
ウイスピーJr.
ウィスピーウッズの子分。飛び跳ねたり、空気砲を撃ったりする。『64』に登場。
キングゴーレム
レンガで出来た柱。『星のカービィ 鏡の大迷宮』にウィスピーウッズの代わりとして登場。簡単に言うと、レンガのウィスピーウッズ。攻撃方法はほぼ一緒だが、時々口からガレブを出してくることがある。
ウィスピーウッズ リベンジ
『ウルトラスーパーデラックス』の新モード「大王の逆襲」に登場。ウィスピーウッズが強化された姿で、葉の色が紫になっている。攻撃はゴルドー、毒リンゴ、毛虫を落とす、口からは竜巻を出すなど大幅に増えている。
ツイッギーウッズ
ステージの背景の木で『毛糸のカービィ』に登場する。ゴルドーなどを落としてくるがボタンを引っ張る事で一時的に止める事が出来る。
トーセンボク
ペラペラのもりを何千年も守ってきた大木で『毛糸のカービィ』に登場する。硬い木の実を落としてくる。
ウィッキーウッズ
『あつめて!カービィ』に登場。背景扱いで倒せないが、時折息を吹いてカービィを吹き飛ばしてくる。
リトルウッズ
『あつめて!カービィ』に登場。鋭い鼻を伸ばしてきたり、口から息を吹いたりする。葉っぱをはがすと扉などが隠れていることがある。
タワーウッズ
『あつめて!カービィ』に登場。何体も積み重なっており、顔が回転している。だるま落としのように一体ずつ倒せる。鼻は鋭くとがっていたり、キノコがついていたりする。
ウィスピーウッズ EX
『星のカービィ Wii』のエクストラモードのレベル1「クッキーカントリー」のボスとして登場。ウルトラスーパーデラックスに出るリベンジと同じように、ウィスピーウッズが強化された姿で、葉の色が紫になっている。攻撃はゴルドーなどの敵や毒リンゴを落とす、口から竜巻を出す、根っこを突き出して攻撃するなど。
ウィスピーフラワーズ
『星のカービィ トリプルデラックス』のレベル1「ファインフィールド」のボスとして登場。花が魔法によって巨大化して誕生したもの。葉には大量の花が付き星のかたちになっているなど非常に派手な見た目が特徴。攻撃は通常時は巨大な花粉玉を飛ばす、口から息を吐いて攻撃などウィスピーウッズと同様だが、体力が一定以下になると画面の奥に跳躍し、根っこ（らしきもの）を突き出す、跳び上がり巨体で押しつぶす、花をカッターのように飛ばすなどより攻撃が多彩になる。本編クリア後に出現するモード「デデデでゴー!」では強化版の「ウィスピーフラワーズ DX」が登場する。見た目は紫色を基調とした毒々しいものとなり、攻撃方法は落下物にゴルドーが混ざる、口から吐く息が強化、根っ子の本数が増加、などに強化されたものとなる。
ウィスピーボーグ
『星のカービィ ロボボプラネット』に登場。エリア1「プレインプロプトン」のボス。ハルトマンワークスカンパニーの手によってサイボーグ化されたウィスピーウッズ。改造によって腕が取り付けられ、口が砲台、根がドリルになっているなど機械的になっている。「メタナイトでゴー! リターンズ」では強化版として性能の向上や省エネ化・コスト低減を図ってリニューアルされた「Re:ウィスピーボーグ」が登場。
ユグドラルウッズ
『星のカービィ スターアライズ』に登場。惑星フォルナのボス。「残桜の古樹」の異名を持つ桜の老木で、髭や眉毛が葉になっている。行動パターンなどはウィスピーウッズの強化版。
アナザーウッズ
『星のカービィ スターアライズ』の「アナザーディメンションヒーローズ」に登場。二つ名は「異界の面樹」。敗れ去った数々のウィスピーウッズの思念が異界に集い生まれた存在。カラーリングは黒を基調としており、ユグドラルウッズをさらに上回る強化版にあたる。
トロピカルウッズ
『星のカービィ ディスカバリー』に登場。エリア2「エバーブルグ海岸」のボス。「南国樹」の異名を持つ南国風の外見をした樹木。ウィスピーウッズと同様、空気弾を吐いたり大きなココナッツを落としてくる。後半戦では顔の前にバリケードを出現させて防御したり、長い根で攻撃してくるパターンが加わる。クリア後の「絶島ドリーミー・フォルガ」では、強化版の「トロピカルウッズ・幻」が登場する。

## アニメ版でのウィスピーウッズ
担当声優は細井治。
プププランドのはずれに広がる森の王様の木（種類はリンゴ）。一人称は「俺様」。彼の名前を取ってこの森は「ウィスピーウッズの森」と呼ばれている。密林の中に生えているため、存在を知っている村人はフームやモソじいさん程度で極めて少ない。
ムチのように振り回す根っことリンゴ落としが武器。森を伐採してゴルフ場を造ろうと考えているデデデ大王と敵対し、カービィやフームたちの助けを借りながら森を守り続けている。
森を慕う者に対しては歓迎の印としてリンゴをくれる優しさを持つ。一方で疑り深く少々強情な面があり、怒り出すと人の話をあまり聞かなくなる。また、デデデの事故で森が火事になったときは、道連れにしようとするなど自己犠牲も辞さない度胸を持ち合わせている。